# Democratic Bharatiya Samaj Party
Democratic Bharatiya Samaj Party, politiskt parti i Punjab i Indien. Partiets ordförande heter Vijay Kumar Hans. I valet till Lok Sabha 2004 hade partiet lanserat två kandidater, Vijay Kumar Hans från Jullundur (1 288 röster, 0,17%) och Parminder Singh Qaumi från Bathinda (5 429 röster, 0,71%). I delstatsvalet 2002 hade partiet lanserat nio kandidater, som tillsammans fick 3 189 röster.